# فرانسیسلا تولارنسیس
فرانسیسلا تولارنسیس (Francisella tularensis) یک گونه باکتری بیماری‌زا از کوکوباسیل‌های گرم-منفی و یک باکتری هوازی است. این باکتری بدون اسپور، غیر متحرک، و عامل ایجاد تولارمی است که شکل پنومونی آن اغلب بدون اقدامات درمانی، کشنده است. این باکتری، درون‌سلولیِ اختیاری است و برای رشد به سیستئین نیاز دارد. فرانسیسلا تولارنسیس به‌دلیل دوز عفونی کم، سهولت انتشار توسط آئروسل و ویرولانس بالا، به همراه سایر عوامل بالقوهٔ بیوتروریسم مانند یرسینیا پستیس، باسیلوس آنتراسیس و ویروس ابولا به‌عنوان یک عامل خطر بیولوژیک ردیف ۱ توسط دولت ایالات متحده طبقه‌بندی می‌شود. این باکتری هنگامی که در طبیعت یافت می‌شود، می‌تواند چندین هفته در دمای پایین در لاشهٔ جانوران، خاک و آب زنده بماند. در آزمایشگاه، فرانسیسلا تولارنسیس به‌صورت میله‌های کوچک (۰٫۲ در ۰٫۲ میکرومتر) ظاهر می‌شود و در ۳۵–۳۷ درجهٔ سانتی‌گراد بهترین رشد را دارد.

## آرایه‌شناسی
سه زیرگونه (بیووار) از فرانسیسلا تولارنسیس شناخته شده‌است.
1. F. t. tularensis (یا نوع A)، که عمدتاً در آمریکای شمالی یافت می‌شود، خطرناک‌ترین زیرگونهٔ شناخته شده‌است و با عفونت‌های ریوی کشنده مرتبط است که شامل سویهٔ آزمایشگاهی اولیهٔ نوع A, SCHUS4 است.
2. F. t. holarctica (که با عنوان بیووار F. t. palearctica یا نوع B نیز شناخته می‌شود) عمدتاً در اروپا و آسیا یافت می‌شود، اما به ندرت منجر به بیماری کشنده می‌شود. یک سویه واکسن زنده ضعیف شده از زیرگونه F. t. holarctica توصیف شده‌است، اگرچه هنوز به‌طور کامل توسط سازمان غذا و دارو به‌عنوان واکسن مجوز ندارد. این زیرگونه فاقد فعالیت سیترولین اورهیداز است.
3. F. t. mediasiatica، عمدتاً در آسیای مرکزی یافت می‌شود. در حال حاضر اطلاعات کمی در مورد این زیرگونه یا توانایی آن در آلوده کردن انسان‌ها وجود دارد.

## به‌عنوان سلاح بیولوژیک
هنگامی که برنامهٔ جنگ بیولوژیکی ایالات متحده در سال ۱۹۶۹ به پایان رسید، فرانسیسلا تولارنسیس یکی از هفت سلاح بیولوژیکی استاندارد بود که به‌عنوان بخشی از همکاری آلمان و آمریکا در دههٔ ۱۹۲۰–۱۹۳۰ ساخته شده بود.

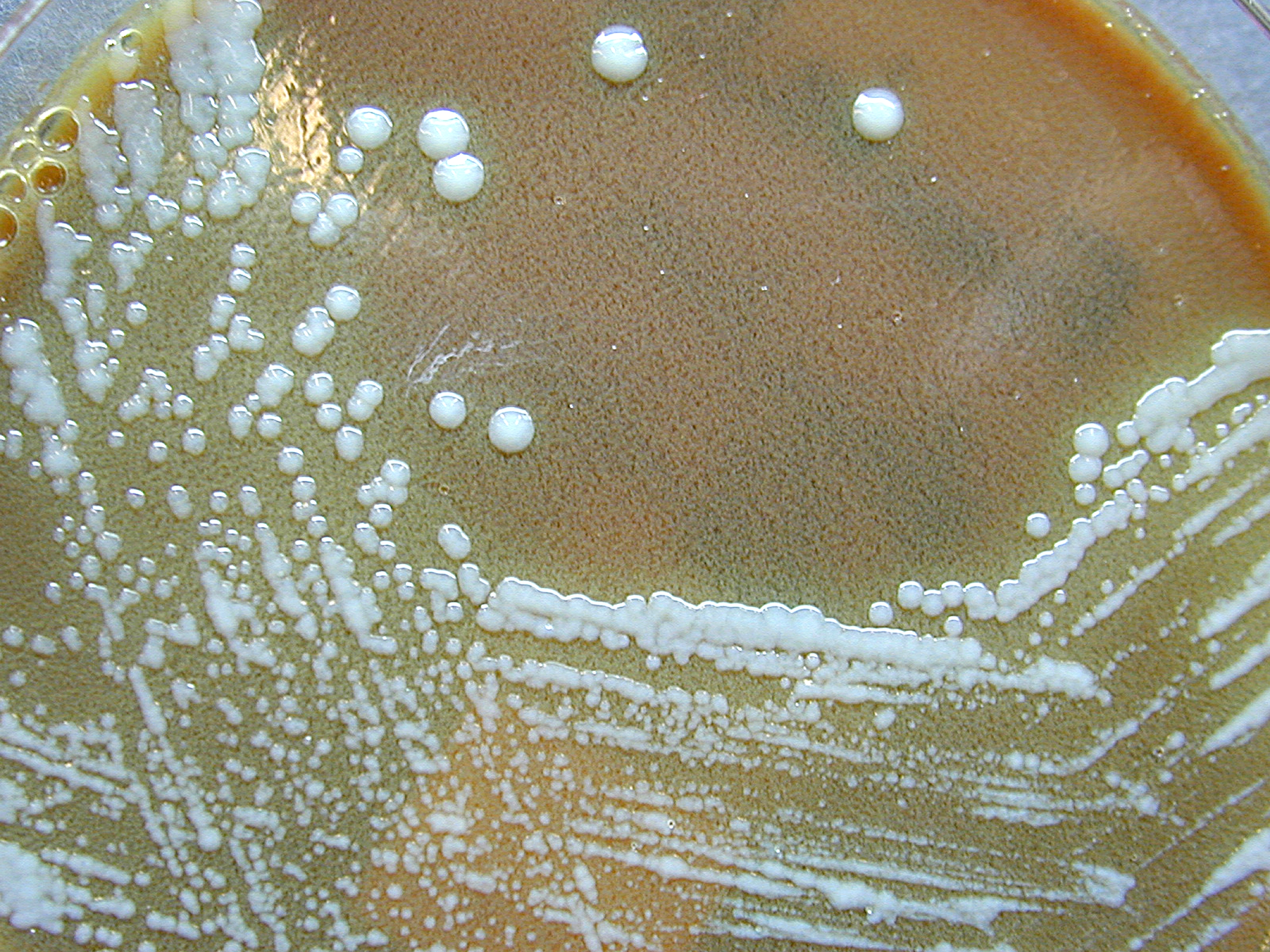
کلنی‌های فرانسیسلا تولارنسیس در یک پلیت آگار